# 큐빗

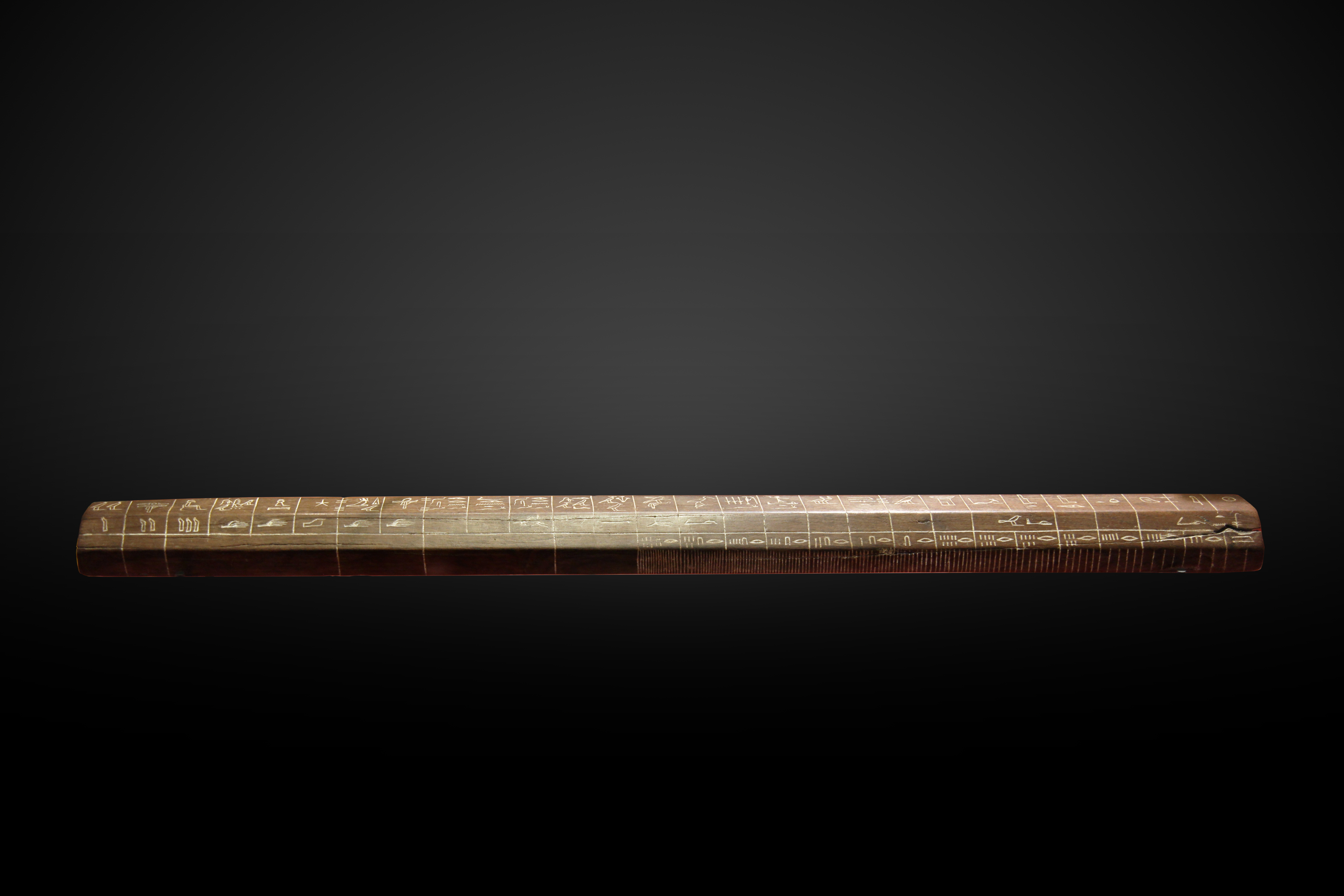
이집트 18왕조 시기에 사용된 큐빗 막대

큐빗(cubit)은 고대 서양 및 근동 지방에서 쓰이던 길이의 단위이다.
팔꿈치에서 가운뎃손가락 끝까지의 길이에 해당하며, 시대와 지역에 따라 그 길이는 조금씩 달랐다. 고대 이집트에서는 523.5mm, 고대 로마에서는 444.5mm, 고대 페르시아에서는 500mm를 1큐빗으로 사용했다.

## 같이 보기
- 단위계
- 측정 단위